# Mildred Iatrou Morgan
Mildred Iatrou Morgan (geb. vor 1987 in Astoria, New York) ist eine US-amerikanische Tontechnikerin.

## Leben
Morgan wurde in Astorias geboren und wuchs dort auch auf. Sie begann ihre Karriere 1987 als Assistentin des Sounddesigners bei Francis Ford Coppolas Drama Der steinerne Garten. Zwischen 2002 und 2015 war sie sieben Mal für den Golden Reel Award nominiert, konnte den Preis jedoch nicht gewinnen. 2016 war sie für La La Land für den Satellite Award in der Kategorie Bester Tonschnitt nominiert. Ebenfalls für diesen Film war sie 2017 für den Oscar in der Kategorie Bester Tonschnitt sowie für den BAFTA Film Award in der Kategorie Bester Ton nominiert.

## Filmografie (Auswahl)
- 1987: Der steinerne Garten (Gardens of Stone)
- 1994: Ed Wood
- 1999: 8mm – Acht Millimeter (8mm)
- 2000: Space Cowboys
- 2001: The Fast and the Furious
- 2003: Daredevil
- 2004: Terminal (The Terminal)
- 2006: X-Men: Der letzte Widerstand (X-Men: The Last Stand)
- 2009: X-Men Origins: Wolverine
- 2011: Planet der Affen: Prevolution (Rise of the Planet of the Apes)
- 2013: Wolverine: Weg des Kriegers (The Wolverine)
- 2014: Planet der Affen: Revolution (Dawn of the Planet of the Apes)
- 2016: La La Land

## Auszeichnungen (Auswahl)
- 2017: Oscar-Nominierung in der Kategorie Bester Tonschnitt für La La Land
- 2017: BAFTA Film Award in der Kategorie Bester Ton für La La Land
- 2019: Oscar-Nominierung in der Kategorie Bester Tonschnitt für Aufbruch zum Mond